# Vedoucí Úřadu vlády České republiky
Vedoucí Úřadu vlády České republiky řídí Úřad vlády České republiky a zastupuje jej navenek. Jmenuje jej vláda České republiky, které je také ze své funkce odpovědný. Odpovědný je také předsedovi vlády. Téměř bez omezení se může zúčastnit schůzí vlády.
Současnou vedoucí Úřadu vlády je od 17. prosince 2021 Jana Kotalíková.

## Kompetence
Je zodpovědný za přípravu podkladů pro schůze vlády, za organizačně technický průběh jednání vlády, zveřejňování usnesení z jednání vlády na internetových stránkách. Kontroluje plnění úkolů z usnesení vlády ministerstvy a dalšími ústředními orgány státní správy a o výsledku kontroly informuje vládu. Získává od nich podklady pro přípravu plánu práce vlády na příslušné období. V rámci svých kompetencí řeší případné problémy.
Je zodpovědný za organizační, personální a věcné řízení Úřadu vlády. Přímo řídí útvary spadající do jeho kompetencí, z hlediska pracovněprávních vztahů řídí útvar předsedy vlády a útvary členů vlády začleněných do struktury úřadu. Může rovněž vytvářet a předkládat materiály pro jednání vlády. Nesmí o nich ovšem hlasovat.

## Seznam vedoucích Úřadu vlády
| Pořadí   | vedoucí Úřadu vlády ČR | funkční období od – do               | vláda                                                                                               | poznámky                         |
| -------- | ---------------------- | ------------------------------------ | --------------------------------------------------------------------------------------------------- | -------------------------------- |
| 1.       | Jan Kadoun             | 5. prosince 1989 – 12. února 1990    | Vláda Josefa Korčáka, Ladislava Adamce, Františka Pitry a Petra Pitharta                            |                                  |
| 2.       | Jiří Vít               | 12. února 1990 – 23. srpna 1990      | Vláda Josefa Korčáka, Ladislava Adamce, Františka Pitry a Petra Pitharta Druhá vláda Petra Pitharta |                                  |
| 3.       | Jaroslav Vlček         | 23. srpna 1990 – 17. června 1991     | Vláda Petra Pitharta                                                                                |                                  |
| 4.       | Vojtěch Sedláček       | 17. června 1991 – 9. července 1992   | Vláda Petra Pitharta První vláda Václava Klause                                                     |                                  |
| 5.       | Jiří Kovář             | 9. července 1992 – 31. července 1993 | První vláda Václava Klause                                                                          |                                  |
| 6.       | Igor Němec             | 1. srpna 1993 – 31. října 1996       | První vláda Václava Klause Druhá vláda Václava Klause                                               | ministr bez portfeje             |
| 7.       | Petr Mádle             | 1. listopadu 1996 – 14. ledna 1998   | Druhá vláda Václava Klause Vláda Josefa Tošovského                                                  |                                  |
| 8.       | Roman Leszczynski      | 14. ledna 1998 – srpen 1998          | Vláda Josefa Tošovského Vláda Miloše Zemana                                                         |                                  |
| 9.       | Karel Březina          | 22. srpna 1998 – 15. července 2002   | Vláda Miloše Zemana                                                                                 | ministr bez portfeje (2000–2002) |
| 10.      | Jana Gavlasová         | 16. července 2002 – 4. srpna 2004    | Vláda Vladimíra Špidly                                                                              |                                  |
| 11.      | Pavel Přibyl           | 5. srpna 2004 – 20. srpna 2004       | Vláda Stanislava Grosse                                                                             |                                  |
| 12.      | Aleš Šulc              | 20. srpna 2004 – 17. srpna 2005      | Vláda Stanislava Grosse Vláda Jiřího Paroubka                                                       |                                  |
| 13.      | Ivan Přikryl           | 17. srpna 2005 – 4. září 2006        | Vláda Jiřího Paroubka                                                                               |                                  |
| 14.      | Jan Novák              | 5. září 2006 – 31. července 2010     | První vláda Mirka Topolánka Druhá vláda Mirka Topolánka Vláda Jana Fischera Vláda Petra Nečase      |                                  |
| 15.      | Lubomír Poul           | 1. srpna 2010 – 24. července 2013    | Vláda Petra Nečase Vláda Jiřího Rusnoka                                                             |                                  |
| 16.      | Radek Augustin         | 25. července 2013 – 29. ledna 2014   | Vláda Jiřího Rusnoka                                                                                |                                  |
| 17.      | Pavel Dvořák           | 29. ledna 2014 – 13. prosince 2017   | Vláda Bohuslava Sobotky                                                                             |                                  |
| 18.      | Radek Augustin         | 14. prosince 2017 – 27. června 2018  | První vláda Andreje Babiše                                                                          |                                  |
| pověřená | Tünde Bartha           | 28. června 2018 – 17. prosince 2021  | Druhá vláda Andreje Babiše                                                                          |                                  |
| 19.      | Jana Kotalíková        | od 17. prosince 2021                 | Vláda Petra Fialy                                                                                   |                                  |